# Итакуакесетуба
Итакуакесетуба е град в щата Сао Пауло, Бразилия. Населението му е 334 914 жители (2007 г.), а площта 81,777 кв. км. Намира се на 790 м н.в. в часова зона UTC-3 на 43 км от столицата на щата едноименния град Сао Пауло. Основан е на 8 септември 1560 г. Името на града е с индиански произход.